# سانتینی اس‌ام‌اس
سانتینی اس‌ام‌اس (انگلیسی: Santini SMS) شرکت پوشاک ایتالیایی است، که در سال ۱۹۶۵ تأسیس شد.